# Gyrodyne QH-50
Der Gyrodyne QH-50 war ein Helikopter, der als Drohne zur U-Jagd von der United States Navy eingesetzt wurde. Hersteller war die Gyrodyne Company of America. Die Drohne stellte dabei den luftgestützten Teil des DASH-Waffensystems (Drone Anti-Submarine Helicopter) dar.

## Geschichte
Gyrodyne entwickelte Ende der 1950er Jahre den einsitzigen Kleinsthubschrauber RON-1 Rotorcycle. Zur Weiterentwicklung in einen unbemannten U-Jagdhubschrauber erhielt das Unternehmen im April 1958 einen Auftrag der US Navy, um mit geringsten Modifikationen den Rotorcyle vollständig vom Boden aus fernlenkbar zu machen. Es sollten dazu weitgehend handelsübliche elektronische Bauteile eingesetzt werden. Der erfolgreiche Abschluss der Projektstudie führte am 31. Dezember 1958 zu dem Folgeauftrag der Entwicklung der fliegenden DASH-Komponente, diese erfolgte in drei Konstruktionsstufen.

### Bezeichnung
Die ursprüngliche Bezeichnung des Navy-Hubschraubers war „Gyrodyne DSN“, bevor 1962 im Rahmen der Vereinheitlichung der Bezeichnungssysteme der drei Teilstreitkräfte „DSN“ in QH-50 geändert wurde. Die Missionskennung „DS“ stand hierbei von 1959 bis 1962 für „Drone, Anti-Submarine“ und „N“ für den Hersteller (s. Bezeichnungssystem für Luftfahrzeuge der US Navy von 1922 bis 1962). Die Gyrodyne DSN war dabei das einzige Luftfahrzeug, das die DS-Kennung erhielt.

### QH-50A (DSN-1)
Die DSN-1 war die Anfangsversion, die noch über das 72-PS-Porsche-YO-95-6-Triebwerk, die Kraftübertragung und die zwei koaxialen Zweiblattrotoren, sowie über das Rotorsteuersystem der Rotorcycle verfügte. Sie besaß aber bereits einen abgeänderten Rumpf und Fahrwerk. Zur Absicherung der Erprobungsflüge war auch Unterbringung eines Piloten vorgesehen, der bei Ausfall der Fernsteuereinrichtungen manuell eingreifen konnte. Der erste derartige Flug fand am 1. Juli 1960 auf der USS Mitscher statt. Anschließend wurde der Pilotensitz entfernt und die DSN-1 auf den reinen unbemannten Betrieb umgerüstet. Am 12. August 1960 hob schließlich der erste Prototyp in dieser Konfiguration auf der Naval Air Testing Facility der Naval Air Station Patuxent River, Maryland ab, was den ersten führerlosen Helikopterflug bedeutete.
Am 7. Dezember fand die erste Landung auf einem Schiff, der USS Hazelwood (DD-531) statt, die auch später zum Testschiff umgerüstet wurde. 38 Flüge wurden von diesem Schiff aus durchgeführt, einschließlich 22 simulierter U-Jagd-Missionen nach dem DASH-Konzept. Es wurden neun QH-50A gebaut.

### QH-50B (DSN-2)
Da die US Navy schon vor Abschluss der See-Versuche mit den QH-50A von einem Erfolg des Konzepts ausging, hatte sie Gyrodyne einen Auftrag für die Einsatzversion QH-50C erteilt. Als Zwischenstufe wurden drei QH-50B bestellt, die gegenüber dem Vorgängermodell zwei 86-PS-Porsche-Triebwerke besaßen und nur in der bemannten Ausführung geflogen wurden.

### QH-50C (DSN-3)
Das Modell QH-50C war schließlich die Serienausführung mit einer 300-PS-Boeing-T50-Wellenturbine, die starr an den Rotor gekoppelt wurde. Die erste Maschine der Anfangsserie mit zehn Exemplaren, flog am 6. April 1961 zum ersten Mal und wurde im Juli an die US Navy ausgeliefert. Die ersten Serienmaschinen wurden im November 1962 übergeben, im Januar 1963 erhielt die USS Buck als erstes Schiff der US Navy die Serienausführung der QH-50C. Die Drone wurde dabei auf das vor San Clemente Island liegende Schiff ferngelenkt überführt.
Die Reichweite betrug 132 km bei optimalen Bedingungen. Das Modell hatte einige Probleme mit starken Vibrationen, welche die Höhenmessung beeinflussten, wodurch mehrere Helikopter verloren gingen. Am 5. Juni 1963 wurde daher beschlossen, alle Drohnen am Boden zu belassen, bis die Probleme gelöst waren, was zum 1. Juli 1963 der Fall war. Noch 1963 bestätigte der Verteidigungsminister Robert McNamara das Budget, um genug DASH für die 240 Zerstörer zu beschaffen, die bereits in den vorherigen Jahren das FRAM-Programm durchlaufen hatten.
1970 wurden die QH-50 in der gesamten US-Flotte wieder stillgelegt. Grund dafür war laut McNamara der zu hohe Verschleiß der Drohnen bei gleichzeitig zu geringer Leistungsfähigkeit. Der Hersteller ging aber davon aus, der wahre Grund sei der Vietnamkrieg, der das US-Militär viel Geld kostete, bei dem aber U-Jagd nur eine untergeordnete Rolle spielte. Es wurden 755 QH-50 produziert.
In Deutschland nutzte die Firma Dornier das Rotorsystem für die Entwicklungsvorhaben/Experimentalsysteme Geamos und Seamos für hochfliegende Drohnen für Gefechtsfeld- und Seeraum-Aufklärung.

## DASH

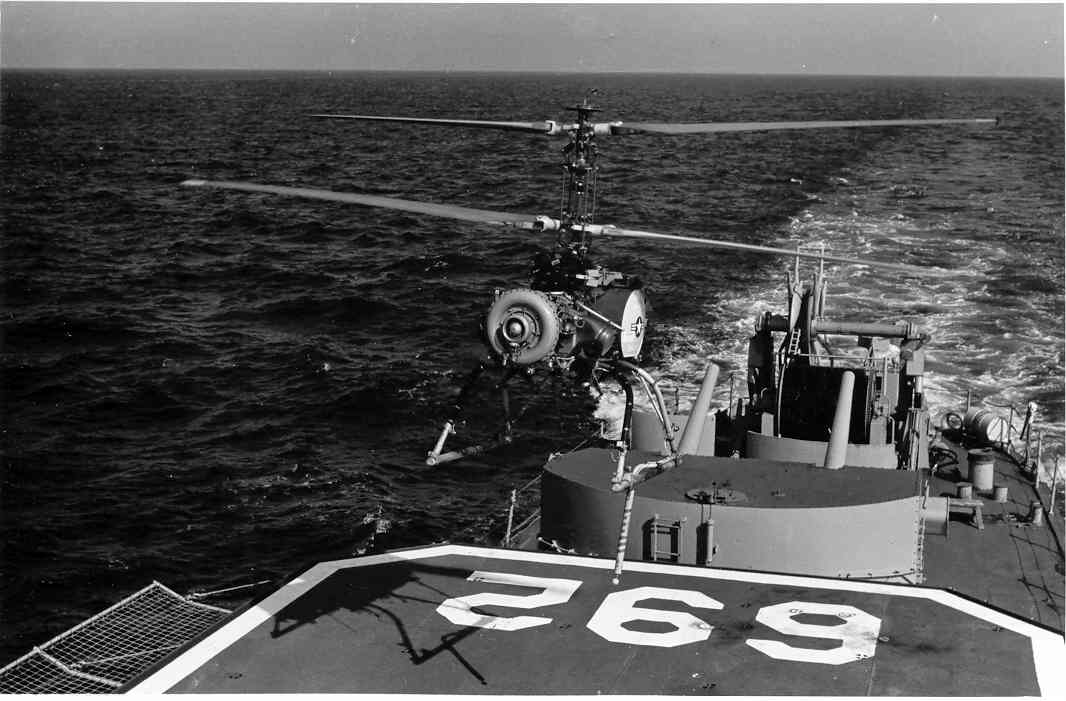
Eine QH-50 schwebt über dem Landedeck der Allen M. Sumner, 1969

Die QH-50 konnte von Deck eines Schiffes starten und dann von Bord ferngesteuert werden. Nach dem Start wurde sie aus dem CIC gesteuert, nach erfolgtem Einsatz dann in die Umgebung des Schiffes gelenkt und von Deck aus gelandet. Da die Drohne keine Rückleitung zum Schiff hatte, musste der Pilot im CIC jeweils die Position berechnen, wenn dabei ein Fehler passierte, war sie verloren.
Über Vietnam wurde die QH-50 auch als Aufklärungsflugzeug verwendet. Dafür wurden Kameras installiert, die Bilder des überflogenen Geländes zum Zerstörer sendeten.

## Konstruktion
Die QH-50 besitzt als tragende Konstruktion ein Stahlrohrgerüst und ein Kufenfahrgestell. Die Nutzlast besteht aus zwei Mark-44-Torpedos mit akustischem Suchkopf.

## Technische Daten
| Kenngröße             | Daten QH-50C                                           |
| --------------------- | ------------------------------------------------------ |
| Besatzung             | 0                                                      |
| Länge (ohne Rotor)    | 3,94 m                                                 |
| Rotordurchmesser      | 6,10 m                                                 |
| Höhe                  | 2,96 m                                                 |
| Breite über Kufen     | 1,60 m                                                 |
| Rotorkreisfläche      | 29,20 m³                                               |
| Leermasse             | 500 kg                                                 |
| max. Startmasse       | 1045 kg                                                |
| Höchstgeschwindigkeit | 112 km/h                                               |
| Einsatzradius         | 37 km                                                  |
| Triebwerke            | 1 × Boeing T50-BO-8A Wellenturbine mit 220 kW (300 PS) |
| Bewaffnung            | zwei Torpedos vom Typ Mark 44 oder einen Mark 46       |